# Harwell (Oxfordshire)
Koordinaten: 51° 36′ N, 1° 18′ W
Harwell ist ein Dorf und eigenständige Gemeinde im Vale of White Horse 3 km (2 Meilen) westlich von Didcot. Es war bis 1974 Teil von Berkshire und gehört heute infolge von Grenzverschiebungen zu Oxfordshire.

## Gemeindekirche

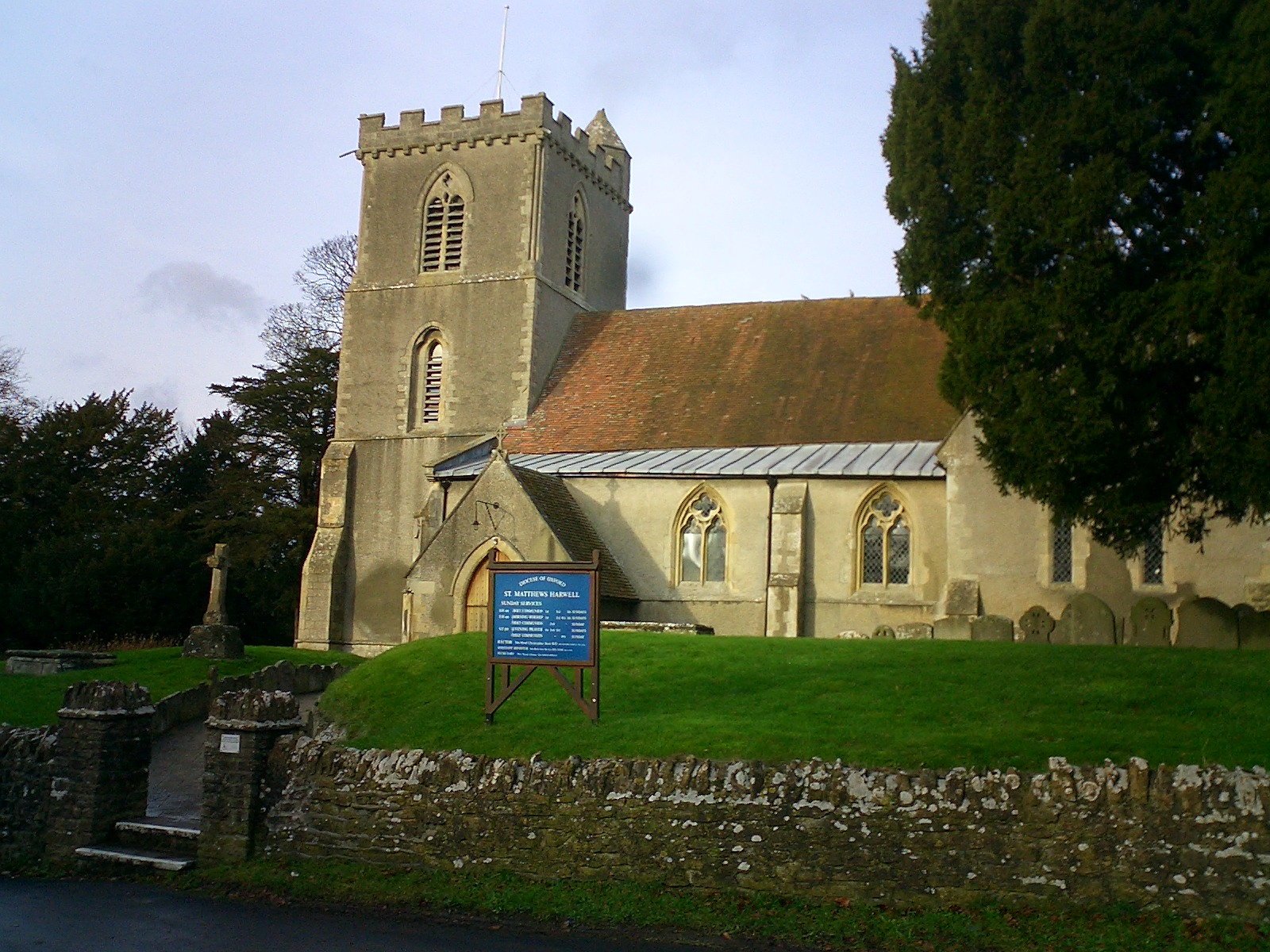
St.-Matthäus-Kirche in Harwell

Die Pfarrkirche St. Matthäus der Church of England ist ein erstrangig denkmalgeschütztes Gebäude und war früher der Heiligen Maria gewidmet. Das Dach des Kirchenschiffs stammt aus dem Jahr 1220, und der Lettner, der den Chor vom Kirchenschiff abtrennt, stammt ebenfalls aus dem 13. Jahrhundert. Die Kirche ist bekannt für die Qualität und das Alter ihres Geläutes mit 8 Glocken im Glockenturm und einer Sanctus Glocke aus den Jahren 1611 bis 1932. Die Tenor-Glocke wiegt 16 Zentner. An der Westwand des Turmes gibt es eine Uhr mit nur einem Zeiger. Im Jahr 1975 wurde eine zweistöckige Anbau an der Nordwand errichtet, der jetzt das Pfarramt enthält. Ein neues Gemeindehaus wurde 1994 erbaut.

## Flugplatz
Vor 1946 war Harwell vor allem für seine Kirschbäume bekannt. Im Jahr 1937 wurde zwischen Harwell und Chilton ein Militärflugplatz gebaut, der RAF Harwell genannt wurde. Der Flugplatz wurde während des Zweiten Weltkriegs verwendet, um Fallschirm-Truppen für die Invasion in der Normandie zu starten.

## Atomic Energy Research Establishment
Im Jahre 1946 wurde dieser Flugplatz aufgelöst, um das neue Atomic Energy Research Establishment (A.E.R.E.) zu bauen, das wichtigste Zentrum für Atomenergie-Forschung in Großbritannien, das als Harwell Laboratory bekannt wurde. Es war im Jahr 1946 der Ort des ersten nuklearen Reaktors Europas und beherbergte einst bis zu fünf Kernreaktoren, die inzwischen alle stillgelegt wurden. Zwei wurden komplett zerlegt, es ist geplant, die anderen drei bis 2022 zu zerlegen.

## Science and Innovation Campus
Andere Teile des Flugplatzes wurden später von anderen wissenschaftlichen Organisationen, einschließlich des Rutherford Appleton Laboratorys (RAL) des Science and Technology Facilities Councils (STFC), die die Neutronenquelle ISIS betreibt und das Diamond Light Source Synchrotron Joint Venture beherbergt. Ein Teil der Atomic Energy Research Establishment wird heute vom Research Sites Restoration Ltd (RSRL) genutzt, das auf die Stilllegung kerntechnischer Anlagen spezialisiert ist. Die RSRL fusionierte in dem Jahr 2015 mit der Magnox Ltd. Die Firmen sind beauftragt von der NDA für die Stilllegung und den Rückbau kerntechnischer Anlagen.
Am Campus befindet sich seit 2009 das European Centre for Space Applications and Telecommunications (ECSAT) der ESA.